# Barry Manilow I
Barry Manilow I är Barry Manilows debutalbum, utgivet vid namnet Barry Manilow 1973. Senare om-mixat och återsläppt 1975 vid det nya namnet Barry Manilow I.

## Låtlista

### Ursprungliga utgåvan (1973)
- Märkt på Bell Records som "Barry Manilow"

#### Sida 1
1. "Sing It"
2. "Sweetwater Jones"
3. "Cloudburst"
4. "One of these Days"
5. "Oh My Lady"
6. "I Am Your Child"

#### Sida 2
1. "Could It Be Magic"
2. "Seven More Years"
3. "Flashy Lady"
4. "Friends"
5. "Sweet Life"

### 1975 återsläpp
- Märkt på Arista Records som "Barry Manilow I"

Denna version återsläpptes också av Arista Records på CD.

#### Sida 1
1. "Sing It" - 1:16
2. "Sweetwater Jones" - 2:31
3. "Cloudburst" - 2:25
4. "One of these Days" - 2:50
5. "Oh My Lady" - 3:28
6. "I Am Your Child" - 2:14

#### Sida 2
1. "Could It Be Magic" - 6:50
2. "Seven More Years" - 3:35
3. "Flashy Lady" - 3:53
4. "Friends" - 3:05
5. "Sweet Life" - 3:47

### 2006 Remaster
1. "Sing It"
2. "Sweetwater Jones"
3. "Cloudburst"
4. "One of these Days"
5. "Oh My Lady"
6. "I Am Your Child"
7. "Could It Be Magic"
8. "Seven More Years"
9. "Flashy Lady"
10. "Friends"
11. "Sweet Life"

#### Bonuslåtar (till 2006 remaster)
1. "Caroline"
2. "Rosalie Rosie"
3. "Star Children"
4. "Let's Take Some Time To Say Goodbye"